# ダレル・ペイス
ダレル・ペイス（Darrell Owen Pace、1956年10月23日 - ）はアメリカ合衆国オハイオ州シンシナティ出身のアーチェリー選手。2011年に国際アーチェリー連盟(FITA)によって「20世紀を代表するアーチェリー選手」に選ばれた。
1973年アーチェリー世界選手権に16歳で初出場、23位となった。1973年から1976年まで全米選手権を4連覇、1975年の世界選手権、1976年モントリオールオリンピック、1979年の世界選手権で金メダルを獲得した。
1980年モスクワオリンピックにも代表に選出されたがアメリカ政府のボイコットにより出場できなかった。
1988年ソウルオリンピックに出場を果たし、個人は9位に終わったが団体戦では銀メダルを獲得した。
1974年にオハイオ州オックスフォードで行われた全米選手権でペイスは1291点の国際アーチェリー連盟(FITA)新記録を樹立、1972年ミュンヘンオリンピックでアメリカのジョン・ウィリアムズが記録した1268点を大幅に更新、翌年には初の1300点台となる1316点を記録した。1979年には1341点の新記録を出し、これは10年間にわたり世界記録であった。
オハイオ州ハミルトンには彼の功績を讃え、その名を冠した公園が造られた。